# Jan Frouz
Jan Frouz (* 13. května 1967) je český badatel a vysokoškolský pedagog v environmentálních vědách. Je ředitelem Centra pro otázky životního prostředí Univerzity Karlovy a ředitelem Ústavu půdní biologie a biogeochemie Biologického centra Akademie věd České republiky.
Zaměřuje se zejména na studium obnovy půd a ekosystémů po velkých disturbancích, interakcí rostlin půdy a půdních organismů, role půdních organismů v úpravě jejich prostředí, oběhu živin a formování půdy, interakcí mezi bezobratlými a mikroorganismy, skladování uhlíku v půdě a transformace v půdě, ekologie mravenců a larev dvoukřídlého hmyzu Diptera.
Jan Frouz je jedním z nejcitovanějších českých akademiků, řadí se mezi dvě procenta nejcitovanějších vědců světa, vystupuje také v médiích, kde komentuje ekologickou problematiku.

## Vzdělání a odborná kariéra
V roce 2013 získal titul profesora (prof.) v oboru Environmentální vědy na Univerzitě Karlově v Praze. O šest let dříve, v roce 2007, získal titul docenta (doc.) v oboru Ekologie na Jihočeské univerzitě. V roce 1995 dokončil doktorské studium (Ph.D.) v oblasti Entomologie na Akademii věd. Dále je magistrem (M.Sc.) v oboru Systematická biologie, titul získal na Univerzitě Karlově v roce 1992, a vystudovaným inženýrem (M.Sc.) v oboru Agronomie na České zemědělské univerzitě v Praze, kde titul získal v roce 1990.
Díky stipendiu NATO CNR absolvoval tříměsíční pobyt na Padovské Univerzitě v Itálii, kde se zabýval využitím půdních dvoukřídlých jako bioindikátorů (1996), stipendium DAAF mu umožnilo pobyt na UFZ v Lipsku, kde zkoumal matematické simulace využívání zdrojových a propadových stanovišť hmyzími populacemi (1999). Díky Fulbrightově stipendiu pobýval také na postdocu na University of Florida (2006), kde studoval ekologii bentických a půdních bezobratlých, v letech 2001 a 2002 pracoval na University of Florida jako post doc. 
V letech 1990–1995 pracoval jako doktorand v Ústavu půdní biologie Akademie věd České republiky, následně zde působil jako odborný asistent, předseda odborné rady a ředitel (od roku 2022). V letech 2008-2014 byl také ředitelem Ústavu pro životní prostředí na Přírodovědecké fakultě Univerzity Karlovy a od roku 2014 je ředitelem Centra pro otázky životního prostředí Univerzity Karlovy.
Jan Frouz byl hlavním řešitelem či spoluřešitelem více než 20 grantů podpořených Českou vědeckou nadací, Vědeckou nadací Akademie věd České republiky, Evropskou komisí a dalšími orgány a realizoval přes 20 výzkumných zakázek pro různé orgány.
Podílí se na vedení několika kurzů na Karlově univerzitě, včetně Úvodu do ekologie, Aplikované ekologie, Ekologie půdy a Ekologie obnovy. Zorganizoval také několik letních doktorandských kurzů v oblasti obnovy po těžbě, vedl více než 100 úspěšně dokončených diplomových prací, z toho 19 doktorských.

## Oblasti a výsledky výzkumu
Jan Frouz se zabývá obnovou ekosystémů po těžbě nerostů a jiných podobných disturbancích. Dlouhodobě razí myšlenku, že rekultivační techniky by měly být založeny na zevrubném pochopení přirozených sukcesích procesů. Ukázal, že i na lokalitách po těžbě mohou tyto přirozené procesy vést k obnově funkčních ekosystémů, a že řada postupů používaných k urychlení obnovy může naopak zpomalovat jiné procesy nebo vést ekosystémy k nežádoucím trajektoriím budoucího vývoje.
Při studiu sukcese ukázal že kromě klíčové role vegetace se na sukcesích změnách ekosystému podílí i další organismy například půdní fauna a její role při formování půd. Půdní fauna ovlivňuje dynamiku dekomposice a stabilizace prostřednictvím regulace činnosti půdní mikroflóry, řadou procesů, kam patří změna vlastností konzumovaného opadu, zabíjení a trávení mikroflóry ve střevech, podpora růstu mikroflóry v exkrementech, tvorba půdních agregátů a další. Půdní fauna významně ovlivňuje formování vrchních vrstev půd (tzv. forem humusu), tyto změny následně ovlivňují řadu dalších procesů, jako složení půdní potravní sítě, konkurenci různých typů mykorhiz, dynamiku živin a ukládání uhlíku v půdě, či schopnost půd zadržovat vodu. Všechny tyto změny následně ovlivňují i složení vegetace.
Významným faktorem vývoje ekosystémů během primární sukcese je hromadění organické hmoty v půdě. Půdy v iniciálních stádiích vývoje (například na výsypkách) mají mnohem větší schopnost hromadit uhlík než půdy vyvinuté. Na iniciálních půdách podporuje hromadění uhlíku v půdě přísun snadno rozložitelného opadu a aktivita žížal, naproti tomu na vyvinutých půdách se hromadí více uhlíku pod vegetací produkující obtížně rozložitelný opad.
Další oblastí jeho zájmu je studium vlivu technologií na půdu a udržitelné využívání zdrojů. Výzkumy ukazují, že dlouhodobé tradiční zemědělské využívání deštného pralesa původními komunitami v jednom z center, kde zemědělství vzniklo, na Papui-Nové Guineji je velmi udržitelné. Oproti tomu moderní zemědělství západního stylu, způsobuje snížení biodiverzity půdní bioty, které následně negativně ovlivňuje fungování půdy. Jan Frouz s zajímá také o obecné principy, jak ovlivnit udržitelnost získávání potravin a surovin v zemědělství, lesnictví a rybářství. Obecné principy těchto témat pak popsal v ucelené monografii „Aplikovaná ekologie".

## Publikace
Jan Frouz publikoval přes 240 prací v časopisech registrovaných ve Web of Science (WoS), více než 50 vědeckých prací v jiných časopisech a 20 kapitol v odborných knihách. V roli editora či autora se podílel na publikaci čtyř knih.
Jeho publikace získaly více než 6 500 citací ve WoS a 12 260 v Google scholar. Na základě vědeckých databází autorů standardizovaných citačních ukazatelů patří Jan Frouz patří ke 2 % nejcitovanějších autorů ve všech specifických oblastech zaznamenaných ve Scopus za posledních 50 let a v roce 2019.
Pro kompletní seznam publikací viz Google Scholar. V roce 2023 byl jeho h-index v databázi Google Scholar 52.

### Vybrané publikace
- FROUZ, Jan; FROUZOVÁ, Jaroslava. Applied Ecology. SpringerLink. 2022. Dostupné online [cit. 2023-08-09]. doi:10.1007/978-3-030-83225-4. (anglicky)
- TSIAFOULI, Maria A.; THÉBAULT, Elisa; SGARDELIS, Stefanos P. Intensive agriculture reduces soil biodiversity across Europe. Global Change Biology. 2015-02, roč. 21, čís. 2, s. 973–985. Dostupné online [cit. 2023-08-09]. doi:10.1111/gcb.12752. (anglicky)
- DE VRIES, Franciska T.; THÉBAULT, Elisa; LIIRI, Mira. Soil food web properties explain ecosystem services across European land use systems. Proceedings of the National Academy of Sciences. 2013-08-27, roč. 110, čís. 35, s. 14296–14301. Dostupné online [cit. 2023-08-09]. ISSN 0027-8424. doi:10.1073/pnas.1305198110. PMID 23940339. (anglicky)
- FROUZ, Jan; LIVEČKOVÁ, Miluše; ALBRECHTOVÁ, Jana. Is the effect of trees on soil properties mediated by soil fauna? A case study from post-mining sites. Forest Ecology and Management. 2013-12-01, roč. 309, čís. Influence of tree species on forest soils: New evidence from field studies, s. 87–95. Dostupné online [cit. 2023-08-09]. ISSN 0378-1127. doi:10.1016/j.foreco.2013.02.013. (anglicky)
- FROUZ, Jan; PIŽL, Václav; CIENCIALA, Emil. Carbon storage in post-mining forest soil, the role of tree biomass and soil bioturbation. Biogeochemistry. 2009-06-01, roč. 94, čís. 2, s. 111–121. Dostupné online [cit. 2023-08-09]. ISSN 1573-515X. doi:10.1007/s10533-009-9313-0. (anglicky)
- FROUZ, Jan; PRACH, Karel; PIŽL, Václav. Interactions between soil development, vegetation and soil fauna during spontaneous succession in post mining sites. European Journal of Soil Biology. 2008-01-01, roč. 44, čís. 1, s. 109–121. Dostupné online [cit. 2023-08-09]. ISSN 1164-5563. doi:10.1016/j.ejsobi.2007.09.002. (anglicky)